# 34. Golden Globe-gála
Az 34. Golden Globe-gálára 1977. január 29-én került sor, az 1976-ban mozikba, vagy képernyőkre került amerikai filmeket, illetve televíziós sorozatokat díjazó rendezvényt a kaliforniai Beverly Hillsben, a Beverly Hilton Hotelben tartották meg.
A 34. Golden Globe-gálán Walter Mirisch vehette át a Cecil B. DeMille-életműdíjat.

## Filmes díjak
A nyertesek félkövérrel jelölve.
| Legjobb filmes díjak | Legjobb filmes díjak |
| Legjobb filmdráma | Legjobb vígjáték vagy zenés film |
| --- | --- |
| - Rocky - Az elnök emberei - Dicsőségre ítélve - Hálózat - Elátkozottak utazása | - Csillag születik - Bugsy Malone - A rózsaszín párduc újra lecsap - Ritz fürdőház - Bombasiker |
| Legjobb filmes alakítások (filmdráma) | |
| Színész | Színésznő |
| - Peter Finch – Hálózat - David Carradine – Dicsőségre ítélve - Robert De Niro – Taxisofőr - Dustin Hoffman – Maraton életre-halálra - Sylvester Stallone – Rocky                                  | - Faye Dunaway – Hálózat - Glenda Jackson – The Incredible Sarah - Sarah Miles – The Sailor Who Fell from Grace with the Sea - Talia Shire – Rocky - Liv Ullmann – Színről színre                                                     |
| Legjobb filmes alakítások (vígjáték vagy zenés film) | |
| Színész | Színésznő |
| - Kris Kristofferson – Csillag születik - Mel Brooks – Bombasiker - Peter Sellers – A rózsaszín párduc újra lecsap - Jack Weston – Ritz fürdőház - Gene Wilder – Száguldás gyilkosságokkal         | - Barbra Streisand – Csillag születik - Jodie Foster – Bolondos péntek - Barbara Harris – Családi összeesküvés - Barbara Harris – Bolondos péntek - Goldie Hawn – The Duchess and the Dirtwater Fox - Rita Moreno – Ritz fürdőház     |
| Legjobb mellékszereplők (filmdráma, vígjáték vagy zenés film) | |
| Színész | Színésznő |
| - Laurence Olivier – Maraton életre-halálra - Marty Feldman – Bombasiker - Ron Howard – A mesterlövész - Jason Robards – Az elnök emberei - Oskar Werner – Elátkozottak utazása                    | - Katharine Ross – Elátkozottak utazása - Lee Grant – Elátkozottak utazása - Marthe Keller – Maraton életre-halálra - Piper Laurie – Carrie - Bernadette Peters – Bombasiker - Shelley Winters – Következő megálló: Greenwich Village |
| Egyéb | |
| Legjobb rendező | Legjobb forgatókönyv |
| - Sidney Lumet – Hálózat - Hal Ashby – Dicsőségre ítélve - John G. Avildsen – Rocky - Alan J. Pakula – Az elnök emberei - John Schlesinger – Maraton életre-halálra                                | - Paddy Chayefsky – Hálózat - William Goldman – Az elnök emberei - William Goldman – Maraton életre-halálra - Sylvester Stallone – Rocky - Paul Schrader – Taxisofőr - David Butler, Steve Shagan – Elátkozottak utazása              |
| Legjobb eredeti filmzene | Legjobb eredeti filmbetétdal |
| - Kenny Ascher, Paul Williams – Csillag születik - Paul Williams – Bugsy Malone - Bill Conti – Rocky - Richard M. Sherman, Robert Sherman – Papucs és rózsa - Lalo Schifrin – Elátkozottak utazása | - „Evergreen” – Csillag születik - „Bugsy Malone” – Bugsy Malone - „Car Wash” – Retkes verdák rémei - „I'd Like to Be You for a Day” – Bolondos péntek - „Hello and Goodbye” – Déltől háromig - „So Sad the Song” – Pipe Dreams       |
| Legjobb idegen nyelvű film | Legjobb dokumentumfilm |
| - Színről színre – Svédország - Sógorok, sógornők – Franciaország - Zsebpénz – Franciaország - Pasqualino Settebellezze – Olaszország - Papucs és rózsa – Egyesült Királyság                       | - Altars of the World - The Memory of Justice - People of the Wind - Hollywood, Hollywood II. - Wings of an Angel |

## Televíziós díjak
A nyertesek félkövérrel jelölve.
| Legjobb televíziós sorozatok | Legjobb televíziós sorozatok |
| Filmdráma | Vígjáték vagy zenés film |
| --- | --- |
| - Gazdag ember, szegény ember - Captains and the Kings - Charlie angyalai - Family - A farm, ahol élünk | - Barney Miller - The Carol Burnett Show - Donny and Marie - Happy Days - Laverne & Shirley - MASH |
| Minisorozat vagy tévéfilm | |
| - Eleanos and Franklin - Amelia Earhart - Francis Gary Powers: The True Story of the U-2 Spy Incident - I Want to Keep My Baby! - A Lindbergh-bébi ügye - Sybil                                                                        | |
| Legjobb alakítás televíziós sorozatban (filmdráma) | |
| Színész | Színésznő |
| - Richard Jordan – Captains and the Kings - Lee Majors – The Six Million Dollar Man - Nick Nolte – Gazdag ember, szegény ember - Telly Savalas – Kojak - Peter Strauss – Gazdag ember, szegény ember                                   | - Susan Blakely – Gazdag ember, szegény ember - Angie Dickinson – Police Woman - Farrah Fawcett – Charlie angyalai - Kate Jackson – Charlie angyalai - Jean Marsh – Upstairs, Downstairs - Sada Thompson – Family - Lindsay Wagner – The Bionic Woman            |
| Legjobb alakítás televíziós sorozatban (vígjáték vagy zenés film) | |
| Színész | Színésznő |
| - Henry Winkler – Happy Days - Alan Alda – MASH - Michael Constantine – Sirota's Court - Sammy Davis, Jr. – Sammy and Company - Hal Linden – Barney Miller - Freddie Prinze – Chico and the Man - Tony Randall – The Tony Randall Show | - Carol Burnett – The Caron Burnett Show - Bernadette Peters – All's Fair - Mary Tyler Moore – The Mary Tyler Moore Show - Isabel Sanford – The Jeffersons - Dinah Shore – Dinah!                                                                                |
| Legjobb mellékszereplő televíziós sorozatban, minisorozatban vagy tévéfilmben | |
| Mellékszereplő színész | Mellékszereplő színésznő |
| - Edward Asner – Gazdag ember, szegény ember - Tim Conway – The Caron Burnett Show - Charles Durning – Captains and the Kings - Gavin MacLeod – The Mary Tyler Moore Show - Rob Reiner – All in the Family                             | - Josette Banzet – Gazdag ember, szegény ember - Adrienne Barbeau – Maude - Ellen Corby – The Waltons - Darleen Carr – Once an Eagle - Julie Kavner – Rhoda - Vicki Lawrence – The Carol Burnett Show - Anne Meara – Rhoda - Sally Struthers – All in the Family |

## Különdíjak

### Cecil B. DeMille-életműdíj
A Cecil B. DeMille-életműdíjat Walter Mirisch vehette át.

### Miss/Mr.Golden Globe
- Nicole Ericson[3]

## Fordítás
Ez a szócikk részben vagy egészben  a(z)   34th Golden Globe Awards című angol Wikipédia-szócikk fordításán alapul.  Az eredeti cikk szerkesztőit annak laptörténete sorolja fel. Ez a jelzés csupán a megfogalmazás eredetét és a szerzői jogokat jelzi, nem szolgál a cikkben szereplő információk forrásmegjelöléseként.